# بوم بوم باو (أغنية)
بوم بوم باو (بالإنجليزية: Boom Boom Pow)‏ هي أغنية غنتها فرقة ذا بلاك آيد بيز وتم إصدارها كأغنية رئيسية من ألبومهم الخامس «النهاية».
تصدرت أغنية «بوم بوم باو» قائمة بيلبورد هوت 100 مما يجعلها أول أغنية منفردة في الولايات المتحدة. إنها ثاني أطول أغنية منفردة تبقى على قمة أفضل 100 في عام 2009، حيث تم التغلب عليها فقط من قبل أغنية ذا بلاك آيد بيز الثانية «لدي شعور»، والتي احتلت الصدارة لمدة 14 أسبوعًا متتاليًا. كما تصدرت قوائم الفردي الأسترالية والكندية والمملكة المتحدة بالإضافة إلى الوصول إلى المراكز العشرة الأولى في أكثر من 20 دولة. تم تسمية الأغنية بالسابعة في بيلبورد هوت 100 أغنية من العقد و51 على بيلبورد هوت 100 أغنية في كل العصور. تم أداء الأغنية في الحفل الختامي لدورة ألعاب جنوب شرق آسيا 2019 في الفلبين.
باعت الأغنية المنفردة منذ ذلك الحين أكثر من 6 ملايين نسخة في الولايات المتحدة وتم تصنيفها كأغنية رقم واحد والأغنية الرقمية الثانية في مخطط نهاية العام بيلبورد لعام 2009. تم ترشيح الأغنية في حفل توزيع جوائز جرامي رقم 52 لأفضل تسجيل رقص وفازت بجائزة أفضل فيديو موسيقي قصير. صنفت رولينج ستون الأغنية رقم 14 في قائمة أفضل 25 أغنية لعام 2009. اعتبارًا من يونيو 2020، حصل الفيديو الموسيقي على أكثر من 360 مليون مشاهدة على يوتيوب.

## الأطلاق
تم إصدار «بوم بوم باو» للإذاعة الأمريكية السائدة في 13 مارس 2009. تم إصداره رسميًا على آي تيونز في الولايات المتحدة في 30 مارس 2009. كان من المقرر إطلاقه في المملكة المتحدة في 25 مايو 2009، ولكن نظرًا لثلاثة إصدارات بديلة من الأغنية التي دخلت أفضل 50 أغنية في المملكة المتحدة من آي تيونز، تم إصدار نسخة ذا بلاك آيد بيز قبل أسبوعين، يوم الأحد 10 مايو. أقيم أحد عروضهم الكاملة في نهائى أمريكان أيدول لعام 2009، حيث غنت أفضل 13 فتاة أغنية «براقة»، ثم خرجت فيرجي وغنت جزءًا صغيرًا من «الفتيات الكبار لا يبكين»، وانتقلت في النهاية إلى «بوم بوم باو». اعتبارًا من يونيو 2009، اختار عدد غير معروف من محطات الراديو في أمريكا الشمالية فرض رقابة على إشارة الأغنية إلى الراديو عبر الأقمار الصناعية. تم العثور أيضًا على معظم محطات الراديو في المملكة المتحدة لتشويه كلمة راديو الأقمار الصناعية، وهذا هو الإصدار الذي يظهر على القرص المضغوط في المملكة المتحدة.

## استقبال نقدي
أعطى نيك ليفين من جاسوس رقمي" أربعة من أصل خمسة نجوم، قائلاً "إنها أداة روبوب سخيف إلى حد ما لا تحتوي على جوقة حقيقية، ثمانينيات وثمانينيات من القرن الماضي، ونبضات على غرار "حسرة " وجلدات من ضبط تلقائي، ومزامنة تكنو تصل إلى النصف من خلال هذا الفيلم القديم من فيرغي: "أنا 3008 جدًا، أنت 2000 متأخر جدًا." قد يصبح الأمر مزعجًا، لكن بصراحة من يهتم؟ في الوقت الحالي يبدو هذا متصدعًا."  أعطى بيلبورد الأغنية مراجعة إيجابية، مشيرة إلى أن الأغنية "تظهر ذا بلاك آيد بيز في شكل جيد" وأنها كانت "ضربة قاضية".

## أداء الرسم البياني
في أستراليا، تم إصدار «بوم بوم باو» في 30 مارس 2009، وظهرت لأول مرة في مخططات اريا في 6 أبريل. وصلت إلى رقم واحد، بقيت لمدة ستة أسابيع. قضيت 27 أسبوعًا في أفضل 20. أستراليا هي الدولة الأولى التي صدرت فيها الأغنية. اعتبارًا من أكتوبر 2015، باعت الأغنية 6.9 مليون عملية تنزيل في الولايات المتحدة وحصلت على شهادة 4x بلاتين من قبل RIAA. هذا العدد من الأغاني الفردية المباعة، يجعلذا بلاك آيد بيز ثاني فنان فقط لديه أغنيتان تبيع كل منهما ستة ملايين نسخة أو أكثر، بعد ليدي غاغا.
ظهرت الأغنية لأول مرة في المرتبة 71 على بيلبورد هوت 100 بعد حصولها على بث ثقيل. قفزت الأغنية من المرتبة 39 إلى المرتبة الأولى في أسبوعها الرابع على الرسم البياني. باعت الأغنية المنفردة 465000 عملية تنزيل في الأسبوع الأول من الإصدار الرقمي، وثالث أكبر عدد من مبيعات التنزيلات في أسبوع واحد بشكل عام، وأكبر إجماليات التنزيلات في الأسبوع الواحد والتي تم تنزيلها لأول مرة من قبل مجموعة في تاريخ تتبع مبيعات التنزيل الرقمي، حيث وصلت إلى المركز الأول على قائمة بيلبورد هوت 100 وبوب 100 الأمريكية. أصبح أول فريق أمريكي يحتل المركز الأول في المجموعة، حيث احتفظ بالمركز لمدة اثني عشر أسبوعًا متتاليًا.  بعد خلع أغنية ذا بلاك آيد بيز الأخرى عن العرش عن المركز الثاني، «لدي شعور»، فهي ثاني أطول أغنية رقم واحد في عام 2009 على الرسم البياني، بعد «لدي شعور»، والأغنية الأولى التي تقضيها. اثنا عشر أسبوعًا على الأقل في المركز الأول منذ فيلم ماريا كاري «نحن ننتمي معًا» في عام 2005. أصبح أسبوع الرسم البياني في 30 مايو 2009 أغنية «بوم بوم باو» هي الأغنية الخامسة فقط التي تتصدر قائمة أفضل 40 أغنية في بيلبورد وقمة إيقاعية 40 في نفس الأسبوع، حيث وصلت إلى جمهور يقدر بـ 99 مليون على الراديو الأمريكي في ذلك الأسبوع.
كانت الأغنية الرابعة في العقد التي تقضي ما لا يقل عن اثني عشر أسبوعًا في المركز الأول، والأغنية الثانية عشرة فقط في تاريخ الرسم البياني تقضي اثني عشر أسبوعًا على الأقل في القمة. إنها أول فرقة إيقاعية رقم واحد، وثانيها من أفضل 40 فرقة. أصبحت أغنية «بوم بوم باو» أول أغنية في التاريخ الرقمي تقضي أول اثني عشر أسبوعًا من إصدارها باعتبارها الأغنية الأكثر تنزيلًا في أمريكا، حيث بيعت ما لا يقل عن 200000 نسخة أسبوعيًا لمدة أحد عشر أسبوعًا على التوالي. صنفتها بيلبورد على أنها الأغنية رقم 1 لعام 2009. كما تصدرت الرسوم البيانية في كنديان هوت 100 في نفس الأسبوع كما في هوت 100 وعلى مخططات ARIA الأسترالية. على مخطط نيوزيلندا ريانز، بلغت الأغنية ذروتها حتى الآن في المرتبة الثانية. علاوة على ذلك، فقد تم تصنيفها ضمن المراكز العشرة الأولى في أكثر من عشرة بلدان.

## تاريخ الإصدار
| منطقة                      | تاريخ              | شكل            | ضع الكلمة المناسبة |
| -------------------------- | ------------------ | -------------- | ------------------ |
| الولايات المتحدة الأمريكية | أسبوع 10 مارس 2009 | تأثير الراديو  | إنترسكوب           |
| في جميع أنحاء العالم       | 31 مارس 2009       | تحميل الرقمي   | إنترسكوب           |
| ألمانيا                    | 8 مايو 2009        | قرص مضغوط واحد | إنترسكوب           |
| أستراليا                   | 15 مايو 2009       | قرص مضغوط واحد | إنترسكوب           |
| المملكة المتحدة            | 25 مايو 2009       | قرص مضغوط واحد | إنترسكوب           |
| فرنسا                      | 22 يونيو 2009      | قرص مضغوط واحد | إنترسكوب           |